# Новокуземкинский
Новокуземкинский — посёлок в Башмаковском районе Пензенской области России. Входит в состав Троицкого сельсовета.

## География
Расположен в 7 км к северо-западу от центра сельсовета села Тимирязево.

## Население
| 2010 |
| ---- |
| 10   |

## История
Образован в 1920-е годы.